# Redeeming Love
Redeeming Love es una película cristiana de romance y wéstern de 2022 dirigida por D.J. Caruso, quien coescribió el guion con Francine Rivers. La película está basada en la novela homónima de Rivers de 1991 y está ambientada en el viejo oeste estadounidense durante la fiebre del oro de California. Está protagonizada por Abigail Cowen, Tom Lewis y Logan Marshall-Green.
La película fue coproducida por Pinnacle Peak Pictures, Mission Pictures International y Nthibah Pictures, y filmada en Ciudad del Cabo, Sudáfrica. Fue estrenada en cines por Universal Pictures el 21 de enero de 2022 y recibió reseñas generalmente negativas de los críticos.

## Reparto
- Abigail Cowen como Angel[2]
- Tom Lewis como Michael Hosea
- Logan Marshall-Green como Paul
- Famke Janssen como Duchess
- Nina Dobrev como Mae[3]
- Eric Dane como Duke[4]
- Livi Birch como Sarah Stafford[3]
- Brandon Auret como Magowan
- Ke-Xi Wu como Mai Ling
- Jamie-Lee O'Donnell como Lucky
- Tanya van Graan como Sally
- Clyde Berning como Rab
- Josh Taylor como Alex Stafford
- Willie Watson como John Altman
- Lauren McGregor como Elizabeth Altman
- Daniah De Villiers como Miriam Altman
- Tayah Ronen Abels como Ruth Altman

## Producción
El rodaje concluyó en Ciudad del Cabo, Sudáfrica, en marzo de 2020. La película en sí se anunció en abril de 2020, con la dirección de D.J. Caruso y la producción ejecutiva de Roma Downey y Francine Rivers. Rivers también escribió el guion, junto con Caruso. Redeeming Love marca la segunda colaboración entre los productores Cindy Bond y Simon Swart, siendo la primera I Can Only Imagine de 2018. Wayne Fitzjohn, Michael Scott y Brittany Yost también producen.

## Recepción
Redeeming Love recibió reseñas generalmente negativas de parte de la crítica y mixtas de la audiencia. En el sitio web especializado Rotten Tomatoes, la película posee una aprobación de 11%, basada en 28 reseñas, con una calificación de 3.9/10, mientras que de parte de la audiencia tiene una aprobación de 92%, basada en más de 1000 votos, con una calificación de 4.6/5.
El sitio web Metacritic le dio a la película una puntuación de 32 de 100, basada en 7 reseñas, indicando "reseñas generalmente desfavorables". Las audiencias encuestadas por CinemaScore le otorgaron a la película una "B+" en una escala de A+ a F, mientras que en el sitio IMDb los usuarios le asignaron una calificación de 6.7/10, sobre la base de 7608 votos. En la página web FilmAffinity tiene una calificación de 5.5/10, basada en 137 votos.